# فيرنون توماس
فيرنون توماس (بالإنجليزية: Vernon Thomas) هو مصارع هاوي نيوزيلندي، ولد في 27 أغسطس 1914، وتوفي في 17 نوفمبر 1957.